# Rick Volkers
Rick Volkers (1962) is een voormalig Nederlands hockeyer.
Volkers speelde midden jaren 80 22 interlands voor de Nederlandse hockeyploeg, waarin hij viermaal het doel trof. De aanvaller speelde onder meer mee op de Champions Trophy 1984.
Volkers begon met hockeyen bij MMHC Voordaan en speelde er op zijn 15de jaar al mee in het eerste. Tussen 1980 en 1989 speelde hij in de Nederlandse Hoofdklasse als rechtsbuiten bij Kampong, waarmee hij in 1985 landskampioen werd en tevens de topscorerstitel bemachtigde. Het jaar daarop veroverde hij met Kampong de Europacup I. Tijdens deze Europese bekerfinale tegen Uhlenhorst Mülheim scoorde hij de winnende treffer. 